# 埃維森冰川
埃維森冰川（英語：Evison Glacier），是南極洲的冰川，位於維多利亞地的彭內爾海岸，處於鮑爾斯山脈的莫勒山南端，由新西蘭探險隊命名，現時由南極條約體系管理。